# European Center for Constitutional and Human Rights
Das European Center for Constitutional and Human Rights e. V. (ECCHR; deutsch Europäisches Zentrum für Verfassungs- und Menschenrechte) ist eine als Verein organisierte, gemeinnützige und unabhängige Menschenrechtsorganisation, die sich mit juristischen Mitteln dafür einsetzt, dass die Verantwortlichen von Menschenrechtsverletzungen zur Rechenschaft gezogen werden. Gegründet wurde das ECCHR 2007 von dem Berliner Rechtsanwalt Wolfgang Kaleck, unterstützt von einer Gruppe internationaler Rechtsanwälte.

## Ziele und Selbstverständnis
Ziel des ECCHR ist es, die Menschenrechte, die in der Allgemeinen Erklärung der Menschenrechte sowie anderen Menschenrechtsdeklarationen und Verfassungen garantiert werden, mit juristischen Mitteln zu schützen und durchzusetzen. Anstoß für die Gründung des ECCHR war die Einschätzung, dass die Verantwortlichen für schwere Menschenrechtsverletzungen oft über Grenzen hinweg auf internationalem Terrain operieren.
Das ECCHR hat seinen Sitz in Berlin. Es ist beim Amtsgericht Charlottenburg registriert und beim zuständigen Finanzamt für Körperschaften als gemeinnütziger Verein anerkannt.

## Themenschwerpunkte
Das ECCHR initiiert, führt und unterstützt juristische Verfahren als strategisches Mittel, um staatliche und nichtstaatliche Akteure für schwerwiegende Verletzungen von Menschenrechten zur Verantwortung zu ziehen. Es konzentriert sich dabei auf Fälle, bei denen vor allem europäisches und internationales Recht angewendet werden kann und die geeignet sind, als Präzedenzfälle den Schutz von Menschenrechten in Europa und in der Welt voranzubringen. Das ECCHR beteiligt sich am wissenschaftlichen Diskurs und stellt auch eigene Ermittlungen an. Darüber hinaus hilft das ECCHR bei der Koordinierung und Entwicklung von Prozess- und Verteidigungsstrategien.
Die Arbeit des ECCHR konzentriert sich auf drei Bereiche: Völkerstraftaten und rechtliche Verantwortung, Migration, sowie Wirtschaft und Menschenrechte.

### Völkerstraftaten und rechtliche Verantwortung
- Kriegsverbrechen und/oder Verbrechen gegen die Menschlichkeit unter anderem in Syrien[6] (u. a. Al-Khatib-Prozess), Sri Lanka, Kolumbien[7] und Argentinien
- Schwere Menschenrechtsverletzungen in der Terrorismusbekämpfung durch die USA[8], Großbritannien[9] und ihre Verbündeten in Gefangenenlagern in Guantanamo, Irak und Afghanistan sowie durch Drohnenangriffe[10]
- Schwere Menschenrechtsverletzungen wie Folter und sexualisierte Gewalt in Bahrain, Kolumbien[7] und der Demokratischen Republik Kongo[11]
- Aufarbeitung der Diktaturverbrechen in Argentinien und Chile (Colonia Dignidad[12])

Die Aktivisten waren im März 2019 an der Gründung einer sogenannten „Wahrheitskommission“ beteiligt, die die Aufarbeitung des Völkermords an den Herero und Nama zwischen 1904 und 1908 aufarbeiten soll.

### Migration
- Asyl- und Flüchtlingspolitik der Europäischen Union[14]
- Rückschiebungen an den EU-Außengrenzen[15]

### Wirtschaft und Menschenrechte
- Kooperation von Unternehmen mit autoritären Regimen und Konfliktparteien (z. B. in Argentinien, Kolumbien, Syrien[16], Jemen[17])
- Unmenschliche Arbeitsbedingungen (z. B. in Indien[18], Bangladesch, Pakistan, Katar[19])
- Zugang zu Land und Lebensgrundlagen (z. B. in Peru[20], Simbabwe)

## Tätigkeitsfelder

### Juristische Arbeit
Das ECCHR initiiert und unterstützt beispielhafte justizielle Verfahren, um staatliche und nicht-staatliche Akteure für die von ihnen begangenen Menschenrechtsverletzungen verantwortlich zu machen. Es konzentriert sich dabei auf ausgewählte Fallbeispiele, die geeignet sind, als Präzedenzfälle den Menschenrechtsschutz in Europa und in der Welt voranzubringen. Das ECCHR kooperiert dabei weltweit mit Anwälten und Organisationen. So unterstützte das ECCHR etwa die Klage von Khaled al-Masri gegen die Bundesrepublik Deutschland sowie die Strafanzeigen in Deutschland gegen den ehemaligen US-Verteidigungsminister Donald Rumsfeld und den früheren US-Präsidenten George Bush. Mit dem Vorwurf der Folter mit Waterboarding wurde 2017 die stellvertretende CIA-Direktorin Gina Haspel angeklagt und ein internationaler Haftbefehl beantragt.
Aktuelle Fälle der Organisation beschäftigen sich zum Beispiel mit einer Klage gegen den Textilfabrikanten KiK, der Verantwortung europäischer Waffenzulieferer für den Krieg im Jemen, illegalen Push-Backs an den spanischen Grenzen zu Marokko und der Aufarbeitung der Menschenrechtsverletzungen in der Colonia Dignidad.
Nach dem Dammbruch von Brumadinho vom Januar 2019 in Brasilien unterstützt das ECCHR gemeinsam mit Misereor seit Oktober 2019 fünf Opferangehörige der Katastrophe im Verfahren vor dem Landgericht München I gegen das beteiligte Unternehmen TÜV Süd.
Im Jahr 2021 gründete ECCHR gemeinsam mit der Rechercheorganisation Forensic Architecture ein Recherchezentrum namens Investigative Commons in Berlin.

### Bildungs- und Öffentlichkeitsarbeit
Das ECCHR will durch Öffentlichkeitsarbeit einen Beitrag zur Diskussion um den Schutz der Menschenrechte und ihrer Fortentwicklung leisten. Dazu werden Konferenzen und andere öffentliche Veranstaltungen organisiert und eigene Publikationen und Internet-Angebote herausgegeben. Das ECCHR bietet zudem Veranstaltungen und Workshops für Anwälte, Juristen und Studierende an. Außerdem bietet das ECCHR ein Trainee-Programm an, wodurch Referendaren und jungen Anwälten die Möglichkeit geboten wird einen Einblick in die Arbeit der Organisation zu bekommen und gemeinsam mit ECCHR-Mitarbeitern an Fällen und Verfahren zu arbeiten. 2013 wurde zusätzlich das Programm Bertha Global Exchange ins Leben gerufen, das es erlaubt, Kollegen „von internationalen Partnerorganisationen […] für einen Zeitraum von zwei bis drei Monaten zu einem intensiven Erfahrungsaustausch nach Berlin“ einzuladen. „Ziel des Global Exchange ist das gemeinsame Lernen und das Entwickeln von transnationaler juristischer Arbeit“.

### Veröffentlichungen
- Carolijn Terwindt und Christian Schliemann: Tricky Business: Space for Civil Society in Natural Resource Struggles, Heinrich-Böll-Stiftung (Hrsg.), Berlin 2017[32]
- Andreas Schüller: Litigating Drone Strikes: Challenging the Global Network of Remote Killing, Berlin 2017[33]
- ECCHR: CIA – »Extraordinary Rendition« Flights, Torture and Accountability – A European Approach, Berlin 2009 (2. Auflage), ISBN 978-3-00-026794-9
- Wolfgang Kaleck und Miriam Saage-Maaß: Transnationale Unternehmen vor Gericht. Über die Gefährdung der Menschenrechte durch europäische Firmen in Lateinamerika, Heinrich-Böll-Stiftung, Berlin 2008, ISBN 978-3-927760-78-3
- Wolfgang Kaleck und Miriam Saage-Maaß: Unternehmen vor Gericht: Globale Kämpfe für Menschenrechte. Wagenbach, Berlin 2016, ISBN 978-3-8031-2748-8
- Das ECCHR veröffentlicht einen Jahresbericht und mehrmals im Jahr Newsletter in deutscher und englischer Sprache.

## Struktur

### Vorstand
Der Vorstand des ECCHR:
| - Lotte Leicht (Vorsitzende) | - Tobias Singelnstein (Stellvertretender Vorstandsvorsitzender) | - Dieter Hummel (Vorstandsmitglied) |

ehemaliger Vorstandsvorsitzender Michael Ratner bis zum 11. Mai 2016.

### Beirat
Der Beirat des ECCHR
| - Alejandra Ancheita - Priya Basil - Markus N. Beeko - Reed Brody - Andrea Bührmann | - Joshua Catellino - Gastón Chillier - Colin Gonsalves - Florian Jeßberger - Bonita Meyersfeld | - Manfred Nowak - Jennifer Robinson - Annemie Schaus - Ole von Uexküll - Vince Warren |

### Kooperationspartner
Folgende Organisationen waren Mitte 2017 auf der Website des ECCHR als Kooperationspartner angegeben:
- American Civil Liberties Union, New York (ACLU)
- Amnesty International, Sektion der Bundesrepublik Deutschland, Berlin (ai)
- Bahrain Center for Human Rights, Manama (BCHR)
- Behandlungszentrum für Folteropfer Berlin e. V., Berlin (bzfo)
- Brot für die Welt, Stuttgart
- Center for Constitutional Rights, New York (CCR)
- Center for International Law, Manila (CenterLaw)
- Center for Justice & Accountability, San Francisco (CJA)
- Clean Clothes Campaign, Amsterdam (CCC)
- Colectivo de Abogados José Alvear Restrepo, Bogotá (CAJAR)
- Corporate Accountability – Netzwerk für Unternehmensverantwortung, Berlin (CorA)
- Cuny School of Law, International Women’s Human Rights Law Clinic, New York (IWHR)
- Earth Rights International, Washington (ERI)
- Emory University School of Law, Atlanta (Georgia, USA)
- European Coalition for Corporate Justice, Brüssel (ECCJ)
- Federation Internationale de ligues des Droits de l’Homme, Paris (FIDH)
- Forschungs- und Dokumentationszentrum Chile-Lateinamerika, Berlin (FDCL)
- Forum Menschenrechte, Berlin
- Forum for International Criminal and Humanitarian Law, Brüssel (FICHL)
- Foundation for Fundamental Rights, Pakistan (FFR)
- Gesellschaft für bedrohte Völker, Schweiz, Ostermundigen (GfbV)
- Germanwatch e. V., Bonn/Berlin
- Gunda-Werner-Institut, Berlin (GWI)
- Hamburger Institut für Sozialforschung, Hamburg (HIS)
- Heinrich-Böll-Stiftung, Berlin (HBS)
- Heinrich-Böll-Stiftung European Union, Brüssel
- Hertie School of Governance, Berlin
- Hijos por la Identidad y la Justicia contra el Olvido y el Silencio, Buenos Aires (HIJOS)
- Human Rights Law Network, New Delhi, (HRLN)
- Human Rights Program Harvard Law School, Cambridge (Massachusetts, USA)
- Human Rights Watch, Brüssel/Berlin (HRW)
- Humboldt-Universität zu Berlin, Humboldt Law Clinic Grund- und Menschenrechte, Berlin
- International Commission of Jurists, Genf (ICJ)
- International Rehabilitation Council for Torture Victims, Kopenhagen (IRCT)
- International Senior Lawyers Project, New York (ISLP)
- Kampagne für saubere Kleidung Deutschland, Wuppertal (CCC Deutschland)
- Khulumani Support Group, Johannesburg
- Koalition gegen Straflosigkeit, Nürnberg
- Kolko – Menschenrechte für Kolumbien, Berlin (kolko)
- Leiden University, Grotius Centre for International Legal Studies, Kalshoven-Gieskes Forum on International Humanitarian Law, Leiden
- Leigh Day & Co, London
- medico international, Frankfurt (Main) (MEDICO)
- Memoria, Moskau
- Misereor, Aachen
- New York University School of Law, New York
- Nürnberger Menschenrechtszentrum, Nürnberg (NMRZ)
- Open Society Justice Initiative, New York
- Parkafilm, Berlin
- Pesticide Action Network Asia-Pacific, Penang (PAN AP)
- Public Interest Law Institute, New York / Budapest (PILI)
- Public Interest Lawyers, Birmingham (PIL)
- Redress, London
- Reprieve, London
- Republikanischer Anwältinnen- und Anwälteverein e. V., Berlin (RAV)
- Rights International Spain, Madrid (RIS)
- Rosa-Luxemburg-Stiftung, Berlin (RLS)
- Sherpa, Paris (Sherpa)
- Sri Lanka Advocacy Group
- Statewatch, London
- Transnational Justice Network, University of Essex, Colchester (UK) (TJN)
- Trial Watch, Genf (TRIAL)
- Université Libre de Bruxelles, Brüssel (ULB)
- Uzbek-German Forum for Human Rights, Berlin
- Women’s Link Worldwide, Madrid/Bogotá
- World Organisation against Torture, Genf (OMCT)
- Zentrum für Europäische Rechtspolitik der Universität Bremen (ZERP)

### Kooperationsanwälte
Kooperationsanwälte sind
| - Alejandra Ancheita - Jörg Arnold - Marcel Bosonnet - William Bourdon - Gonzalo Boye & Isabel Elbal - Bernhard Docke | - Guido Ehrler - Hans Gaasbeek - Reiner Geulen - Remo Klinger - Nadja Lorenz - Dieter Magsam | - Christophe Marchand - Chantal Meloni - Karim Popal - Petra Isabel Schlagenhauf - Florian Wick - Rodolfo Yanzon |

### Förderer
| Unterstützung des ECCHR in einem bedeutenden Umfang: - Bertha Philanthropies - Dreilinden Gesellschaft für gemeinnütziges Privatkapital mbH - Oak Foundation - Sigrid Rausing Trust Mehrjährige Projekte in einem bedeutenden Umfang haben gefördert: - Brot für die Welt - Bischöfliches Hilfswerk Misereor - Open Society Foundations - Heinrich-Böll-Stiftung - Kreuzberger Kinderstiftung - medico international | Einzelne Projekte ermöglichten: - Amnesty International, Sektion der Bundesrepublik Deutschland - Brot für alle - Programm Ziviljustiz der Europäischen Union - Germanwatch - Global Witness - Hamburger Stiftung zur Förderung von Wissenschaft und Kultur - Medico International - Samuel Rubin Foundation - Sebastian Cobler Stiftung - Stiftung Menschenwürde und Arbeitswelt - Stiftung do! |